# Cuz I Love You
Cuz I Love You é o terceiro álbum de estúdio da cantora e rapper norte-americana Lizzo, lançado em 19 de abril de 2019 através da Nice Life e Atlantic Records. O álbum conta com participações dos rappers Missy Elliott e Gucci Mane.
Inclui os singles "Juice" e "Tempo". A edição deluxe do álbum foi lançada em 3 de maio e inclui o single número um na Billboard Hot 100, "Truth Hurts". A edição deluxe foi indicada no Grammy Awards de 2020 na categoria Álbum do Ano, e ganhou o prêmio de Melhor Álbum Urbano Contemporâneo.

## Singles
Em 4 de janeiro de 2019, "Juice" foi lançada como single primário do álbum. A canção deu a Lizzo seu primeiro sucesso compercial, entrando nas paradas musicais de R&B dos Estados Unidos e atingindo as dez primeiras posições da Escócia. Para promovê-lo, Lizzo performou no The Ellen DeGeneres Show e no The Tonight Show Starring Jimmy Fallon.
"Tempo", com participação da rapper Missy Elliott, foi lançada em 26 de julho de 2019, etreando na vigésima primeira posição da Digital Song Sales da Billboard Hot 100. No mesmo dia, o videoclipe oficial da canção foi lançado no YouTube.

### Singlespromocionais
A faixa-título do álbum, "Cuz I Love You", foi lançada como single promocional em 14 de fevereiro de 2019, juntamente ao videoclipe oficial.

## Recepção crítica
Após o lançamento, Cuz I Love You recebeu aclamação da crítica. No Metacritic, o álbum tem nota 82 de 100 pontos, com base em 22 avaliações.
Numa crítica de nota máxima para o jornal britânico The Telegraph, Neil McCormick escreveu: "O álbum é absolutamente esplêndido, sendo capaz de colocar um sorriso em seu rosto, uma coração em seu coração e fazê-lo se mexer na pista de dança." Escrevendo para a publicação Consequence of Sound, Lucy Shanker disse: "O disco é compactado, combinado entre diferentes gêneros, unificador, reafirmante e com recursos que não ofuscam o seu desempenho. Se os demais artistas forem inteligentes, eles aprenderão algo: Lizzo acabou de definir o arquétipo de um álbum pop perfeito."
Avaliando o álbum de forma mediana, Ramiya Kameir, da Pitchfork, escreveu: Apesar da obviedade de seu carisma e de sua habilidade musical, algumas das onze músicas têm produção extenuante, batidas desajeitadas e ausência de coesão." Mikael Wood, do jornal LA Times, escreveu: "O fato do álbum não soar preguiçoso ou vergonhoso transforma-se num testamento para a astúcia de criar discos. Embora a era do streaming requeira a cofluência de diferentes gêneros, Pink e Lizzo são especialistas neste ramo."

## Desempenho comercial
Sendo o primeiro álbum de Lizzo a entrar na parada, Cuz I Love You estreou na sexta posição da Billboard 200 com 41.000 cópias, sendo 24.000 puras. Na contagem da semana de 27 de junho de 2019, o álbum re-entrou na sexta posição e, desde então, tem permanecido nas dez primeiras posições por dez semanas consecutivas desde o lançamento.

## Prêmios e indicações
| Ano  | Prêmio                  | Categoria                         | Resultado | Ref(s) |
| ---- | ----------------------- | --------------------------------- | --------- | ------ |
| 2019 | People's Choice Awards  | Álbum de 2019                     | Indicado  | [ 16 ] |
| 2019 | BET Hip Hop Awards      | Álbum do ano                      | Indicado  | [ 17 ] |
| 2019 | Soul Train Music Awards | Álbum/Mixtape do ano              | Venceu    | [ 18 ] |
| 2020 | Grammy Awards           | Álbum do ano                      | Indicado  | [ 19 ] |
| 2020 | Grammy Awards           | Melhor Álbum Urbano Contemporâneo | Venceu    | [ 20 ] |

## Alinhamento de faixas
| N.º | Título                                         | Compositor(es)                                                                                           | Produtor(es)                                                           | Duração |  |
| 1.  | "Cuz I Love You"                               | Melissa Jefferson, Adam Levin, Sam Harris, Casey Harris, Russ Flynn                                      | X Ambassadors                                                          | 2:59    |  |
| 2.  | "Like a Girl"                                  | Jefferson, Warren "Oak" Felder, Sean Douglas                                                             | Oak                                                                    | 3:04    |  |
| 3.  | "Juice"                                        | Jefferson, Eric Frederic, Theron Thomas, Sam Sumser, Sean Small                                          | Ricky Reed, Nate Mercureau[b]                                          | 3:15    |  |
| 4.  | "Soulmate"                                     | Jefferson, Felder, Douglas                                                                               | Oak                                                                    | 2:55    |  |
| 5.  | "Jerome"                                       | Jefferson, Levin, S. Harris, C. Harris                                                                   | X Ambassadors                                                          | 3:51    |  |
| 6.  | "Crybaby"                                      | Jefferson, Frederic, Thomas, Charles Hinshaw, Mercereau                                                  | Reed, Mercureau                                                        | 2:55    |  |
| 7.  | "Tempo" (com part. de Missy Elliott)           | Jefferson, Melissa Elliott, Thomas, Raymond Scott, Daniel Farber, Frederic, Antonio Cuna, Tobias Wincorn | Lizzo, Reed, Sweater Beats[a], Dan Farber[a], Mercureau[a], Wincorn[a] | 2:55    |  |
| 8.  | "Exactly How I Feel" (com part. de Gucci Mane) | Jefferson, Radric Davis, Thomas, Mike Sabath                                                             | Sabath                                                                 | 2:23    |  |
| 9.  | "Better in Color"                              | Jefferson, Felder, Michael Pollack, Trevor Brown, William Simmons                                        | Oak, Zaire Koalo[a], Trevorious[a]                                     | 2:13    |  |
| 10. | "Heaven Help Me"                               | Jefferson, Levin, S. Harris, C. Harri,                                                                   | X Ambassadors                                                          | 3:22    |  |
| 11. | "Lingerie"                                     | Jefferson, Frederic, Thomas, Mercereau                                                                   | Reed, Mercureau                                                        | 3:21    |  |

| Versão deluxe |               | |              |         |  |
| N.º           | Título        | Compositor(es)                                                                                               | Produtor(es) | Duração |  |
| 12.           | "Boys"        | Jefferson, Mercereau, Reed, Aaron Puckett                                                                    | Reed         | 2:52    |  |
| 13.           | "Truth Hurts" | Jefferson, Frederic, Jesse Saint John, Steven Cheung                                                         | Reed, Tele   | 2:53    |  |
| 14.           | "Water Me"    | Jefferson, Reed, Clarence Coffee Jr., E. Kidd Bogart, Farhot, Morris Wittenburg, Wincorn, Nneka-Lucia Egbuna | Reed         | 3:05    |  |

## Desempenho nas tabelas musicais

### Paradas semanais
| Tabela musical (2019)              | Melhor posição |
| ---------------------------------- | -------------- |
| Austrália (ARIA)                   | 38             |
| Bélgica (Ultratop de Flandres)     | 92             |
| Bélgica (Ultratop de Valônia)      | 164            |
| Canadá (Canadian Albums Chart)     | 8              |
| Países Baixos (Album Top 100)      | 68             |
| França (SNEP)                      | 111            |
| Irlanda (OCC)                      | 21             |
| Escócia (OCC)                      | 46             |
| Suíça (Schweizer Hitparade)        | 75             |
| Reino Unido (OCC)                  | 42             |
| Estados Unidos (Billboard 200)     | 6              |
| Estados Unidos (Rolling Stone 200) | 1              |

## Certificações
| País (Empresa)        | Certificação |
| --------------------- | ------------ |
| Canadá (Music Canada) | Ouro         |
| Estados Unidos (RIAA) | Ouro         |